# Harrie Peters
Harrie Peters (Glanerbrug (Enschede), 18 december 1949) is een Nederlands kunstschilder en was docent schilderen en later hoofd van de afdeling Autonome Beeldende Kunst aan de Hogeschool voor de Kunsten Utrecht, de H.K.U. c. 1998.

## Opleiding
Harrie Peters studeerde eerst van 1968 tot 1971 aan de AKI Enschede en vervolgens een jaar aan Ateliers 63, te Haarlem; later vestigde hij zich aldaar als kunstenaar.

## Leven en werk
De vroegere schilderstijl van Peters was die van het Neo-expressionisme dat in West Europa ontstond in de jaren 1970-80; het werk van de Duitse kunstenaar Ernst Ludwig Kirchner was daarin toen een inspiratie voor hem. In zijn vroege schilderijen van de jaren 1970-78 was er een voorstelling aanwezig waarvan de realistische verwijzingen het schilderij duidelijk bepaalden. Daarbij koos hij voor de alledaagse dingen als schoenen, een bijl, een aansteker, of een schaar.
Na c. 1977 begon dit alles te veranderen; hij koos voor meer sobere motieven die frontaal werden neergezet binnen het doek. Vervolgens werden ze tot een flinke grootte opgeblazen, waarmee de geplaatste voorwerpen meer aan tekens deden denken, of soms aan slechts een enkel gebaar. In de werken van eind jaren 1980 zien we voorwerpen als een boomblad, een vaas, een staande lamp, of een kegel. Deze 'staan' dan ook letterlijk in het vlak. Ze worden door Peters binnen zijn schilderijen geplaatst tegen grote achtergrondvlakken, zodat de voorwerpen daarin tot rust komen.
De schilderijen van circa 1983-84 zijn nog grillig van opzet en vertonen het persoonlijk handschrift van Peters, met zijn toenmalige beweeglijke verf-opbreng; het letterlijke ontstaan en groeien van het schilderij zijn daarmee nog zichtbaar. Zijn werken vanaf circa 1990 laten vervolgens zien dat de verf veel meer is doorwerkt. Het schilderij oogt dan ook strenger, rustig en vrij helder. De grote kleurvlakken heeft hij nu gelijkmatig opgebracht met een lijmkam. De uitbundigheid van het begin van de jaren 1980 maakte zo rond 1990 plaats voor meer ingetogen schilderijen.
Dingen en alledaagse gebruiksvoorwerpen spelen in veel van zijn werken een rol als motief, en zijn zo een aanleiding tot het maken van een werk. Juist voorwerpen doen vrij neutraal aan en hebben een minder emotioneel verhaal. Zijn motieven zocht Peters in het landschap, alledaagse voorwerpen, de menselijke figuur en ook bij architectonische thema's. 
Zijn meest gebruikte materialen waren hierbij de olieverf, aquarel-verf en krijt.
Vanaf 1975 kreeg Harrie Peters al belangrijke tentoonstellingen, zoals in 1976 deelname aan de groepstentoonstelling '11 Schilders', in het Stedelijk Museum te Amsterdam, met o.a. de kunstenaars Hans van Hoek en Eli Content.

## Solo-exposities
- 1979 Galerie Helen van der Mey, Amsterdam[4]
- 1981 Galerie Felison Beeckestein, Velsen[4]
- Markt 17, Enschede[3]
- 1982 Frans Hals Museum, Haarlem[4]
- 1982 Stedelijk Museum, Schiedam[4]
- 1983 Museum 't Coopmanshûs, Franeker[4]
- 1986 Flatland Galerie, Utrecht (tekeningen)[3]
- 1987 Kunstcentrum Delft, Delft[3]
- 1988 Flatland Galerie, Utrecht (tekeningen)[3]
- 1991 'Harrie Peters - schilderijen en tekeningen 1984-1990', De Beyerd, Breda[4]
- 1991 De Kunstzaal, Hengelo[4]
- 1991 De Vleeshal, Haarlem[4]
- 1994 Galerie Kaai, IJmuiden[4]

## Onderwijs
Peters was vanaf 1983 verbonden als docent tekenen en schilderen aan de H.K.U. te Utrecht; ook was hij 13 jaar lang hoofd van de afdeling Fine Art / 'Autonome Kunst'.. Vanaf 2007 werd hij voorzitter van het faculteitsbestuur Beeldende Kunst en Vormgeving; in 2014 ging hij met pensioen. Toen trok hij ook weg uit Haarlem, en verhuisde naar Rijswijk, Gelderland.
Een kenmerkend citaat van Peters als kunst-docent, in 1998:
 'Het kunstenaarschap is veel ingewikkelder geworden. Vroeger had je olieverf op doek, of het beeld dat was gehakt of gegoten. Alles wat daar buiten viel, was geen kunst. Nu lijkt het wel eens andersom te zijn. Nu verzuipt de student in de materialen die hij kan benutten. Het is hier echt een jungle van mogelijkheden..  .Eigen initiatief. Hartstikke goed vind ik dat. Initiatief vind ik dus wel een begrip waar je in het onderwijs op enige manier aandacht voor moet hebben.' 